# Sebastian Brandes
Sebastian Brandes (* 1983 in Magdeburg) ist ein deutscher Schauspieler.

## Leben
Sebastian Brandes absolvierte von 2006 bis 2009 seine Schauspielausbildung an der Hochschule für Film und Fernsehen „Konrad Wolf“ in Potsdam. Während seiner Ausbildung war er von 2007 bis 2009 bereits als Gast in mehreren Produktionen am Hans-Otto-Theater in Potsdam engagiert. Die Inszenierung Lügengespinst, in der Brandes die Rollen Mike/Jake verkörperte, wurde mit dem Ensemblepreis beim Schauspielschultreffen 2009 in Zürich ausgezeichnet.
Nach seinem Studienschluss ging er mit Beginn der Spielzeit 2009/10 in sein erstes Festengagement am Oldenburgischen Staatstheater. Dort übernahm er u. a. den Ekart in Baal (2010, Regie: Jan-Christoph Gockel), Hakenfingerjakob/Filch in Brecht/Weills Die Dreigroschenoper (2010, Regie: K.D. Schmidt), Arzt und Thomas in Biografie: Ein Spiel (2010, Regie: Marlon Metzen), Parmenio in Philotas (2011, Regie: Sascha Burge), die Titelrolle im Kleist-Stück Prinz Friedrich von Homburg (2011, Regie: Alexander Riemenschneider) und den Horatio in Hamlet (2012, Regie: Jan-Christoph Gockel).
Danach folgten mehrere Gastverpflichtungen, u. a. am Ballhaus Naunynstraße (2012), am Theater Heidelberg (2013) und ebenfalls 2013 am Maxim Gorki Theater in Berlin.
Zum Spielzeitbeginn 2014/15 wurde Sebastian Brandes dann festes Ensemblemitglied am Staatstheater Mainz. Dort trat er unter anderem als Johannes Bückler im Zuckmayer’schen Schinderhannes (2014, Regie: Jan-Christoph Gockel), als Hausmeister Quaquaro in Die Ratten (2015, Regie: Jan-Christoph Gockel), als Josef K. in Der Prozess (2015, Regie: Jakob Ahlbom), als Redakteur Hovstad in Ein Volksfeind (2017, Regie: Dariusch Yazdkhasti) und im Juni/Juli 2017 als Meister in Der Meister und Margarita (Regie: Jan-Christoph Gockel) auf. In der Spielzeit 2017/18 trat er am Staatstheater Mainz u. a. als Sumsemann in Peterchens Mondfahrt (Regie: Jana Vetten) und als König Gunther in Die Nibelungen (Regie: Jan-Christoph Gockel) auf. In der Spielzeit 2018/19 übernahm er dort die Rolle des Burleigh in einer Neuinszenierung von Maria Stuart (Regie: Dariusch Yazdkhasti).
Seit der Spielzeit 2020/21 gehört Brandes zum Ensemble der Münchner Kammerspiele.
Brandes stand außerdem für Film und Fernsehen vor der Kamera. Er war in diversen Kurz- und Fernsehfilmen zu sehen. In dem Spielfilm Krankheit der Jugend (2010), ein Theaterfilm der Hochschule für Film und Fernsehen „Konrad Wolf“, der im Rahmen eines Workshops über Ferdinand Bruckners Theaterstück Krankheit der Jugend (1926) für die Abschlussklasse Schauspiel entstand, verkörperte Brandes einer der Hauptrollen, die Figur Alf.
In der Fernsehserie Heiter bis tödlich: Henker & Richter (2011) war Brandes in einer Episodenhauptrolle als Büdringhausener Dorftrottel Simon Nettelbeck, der als Brandstifter in die Zeitung kommen will, zu sehen. In der 6. Staffel der ZDF-Krimiserie Notruf Hafenkante (2012) hatte er weitere Episodenhauptrolle als Zeitungsausträger Jan Sperling, der als „Katzenhasser“ ins Visier der Polizei gerät. In dem Kinofilm Die Vermessung der Welt (2012) spielte er Wilhelm von Humboldt, den Bruder der Hauptfigur Alexander von Humboldt. In der 4. Staffel der ARD-Vorabendserie Watzmann ermittelt (2024) war er als tatverdächtiger Bruder eines ermordeten jungen Bürgermeisters zu sehen.
Brandes lebt in München.

## Filmografie (Auswahl)
- 2009: Souvenirs (Kurzfilm)
- 2010: Krankheit der Jugend (Spielfilm)
- 2011: Heiter bis tödlich: Henker & Richter – Feuerteufel (Fernsehserie, eine Folge)
- 2011: Peter Pan ist tot (Kurzfilm)
- 2012: Notruf Hafenkante – Der Katzenkiller von Wandsbek (Fernsehserie, eine Folge)
- 2012: Die Vermessung der Welt (Kinofilm)
- 2013: Willkommen auf dem Land (Fernsehfilm)
- 2017: Der Staatsanwalt – Liebe und Wut (Fernsehserie, eine Folge)
- 2024: Watzmann ermittelt – Der letzte Tusch (Fernsehserie, eine Folge)